# Gemeinde Črenšovci

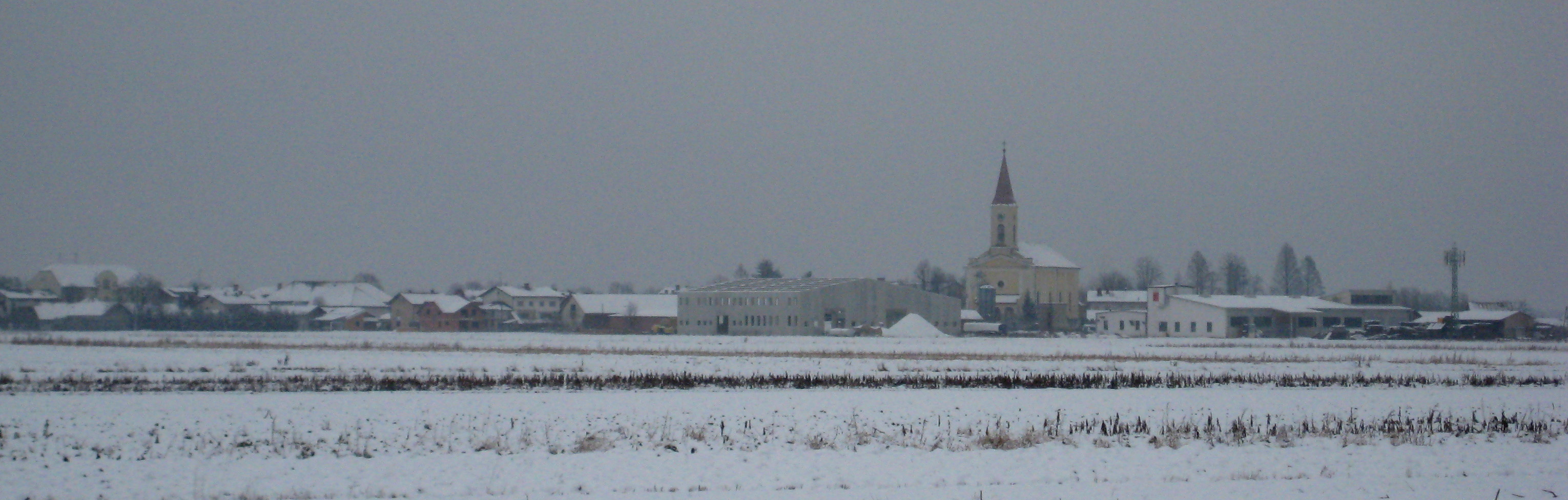
Blick auf den Hauptort Črenšovci.

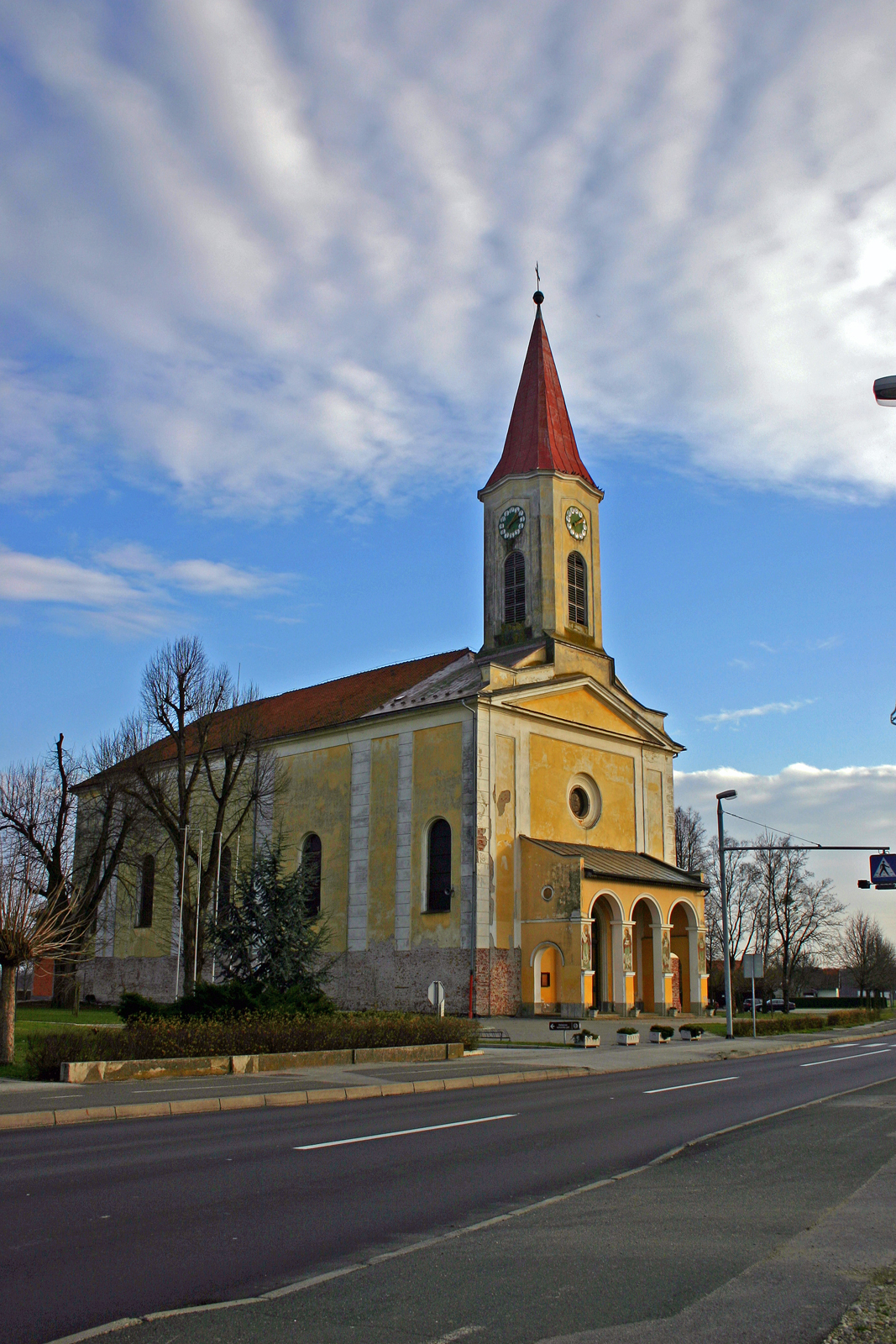
Kirche von Črenšovci

Črenšovci  (ungarisch Cserföld) ist der Name einer Gemeinde und ihres Hauptortes Črenšovci in Slowenien in der nordöstlichen Region Prekmurje.

## Lage
Die Gemeinde liegt im Dolinsko, der ebenen Landschaft zwischen den Flüssen Mur und Ledava in der historischen Region Prekmurje (Übermurgebiet) direkt an der Grenze zu Kroatien und etwa 10 km von der ungarischen Grenze entfernt. Die nächsten größeren Städte sind Murska Sobota (14 Luftlinie), Maribor (50 km) und Čakovec in Kroatien (23 km). Im Südwesten bildet die Mur die Gemeindegrenze.

## Ortschaften der Gemeinde
Die Gemeinde umfasst sechs Ortschaften. Bei den Namen in den Klammern handelt es sich um die ungarischen Bezeichnungen der Siedlungen, sofern nicht anders angegeben (Einwohnerzahlen Stand 1. Januar 2016):
- Črenšovci (Cserföld), 1.153
- Dolnja Bistrica (Alsóbeszterce, prekm.: Dolenja Bistrica), 558
- Gornja Bistrica (Felsőbeszterce, prekm.: Gorja Bistrica), 757
- Srednja Bistrica (Középbeszterce, prekm.: Srejdnja Bistrica), 444
- Trnje (Tüskeszer), 526
- Žižki (Zsizsekszer), 564

## Nachbargemeinden
| Odranci   | Turnišče, Beltinci                          | Velika Polana             |
| Ljutomer  | Kompassrose, die auf Nachbargemeinden zeigt | Lendava                   |
| Razkrižje |                                             | Sveti Martin na Muri (HR) |

## Persönlichkeiten
- Ivan Zelko (1912–1986), Katholischer Priester, Historiker und Schriftsteller.